# Julija Pidłużna
Julija Witaljewna Pidłużna (ros. Юлия Витальевна Пидлужная; ur. 1 października 1988 w Jekaterynburgu) – rosyjska lekkoatletka, specjalizująca się w skoku w dal.
Na początku międzynarodowej kariery zajęła dziewiąte miejsce w mistrzostwach świata juniorów młodszych (2005) oraz awansowała do finału juniorskiego czempionatu globu (2006), gdzie nie oddała żadnego skoku. Brązowa medalistka mistrzostw Europy juniorów z 2007 oraz halowych mistrzostw Starego Kontynentu z 2011. Srebrna medalistka uniwersjady w Shenzhen (2011). Złota medalistka mistrzostw Rosji.
Rekordy życiowe: stadion – 6,87 (4 sierpnia 2015, Czeboksary); hala – 6,75 (6 marca 2011, Paryż, 19 stycznia 2014, Czelabińsk i 24 lutego 2016, Moskwa).

## Osiągnięcia
| Rok  | Impreza                               | Miejsce   | Lokata            | Wynik |
| ---- | ------------------------------------- | --------- | ----------------- | ----- |
| 2005 | Mistrzostwa świata juniorów młodszych | Marrakesz | 9. miejsce        | 6,01  |
| 2006 | Mistrzostwa świata juniorów           | Pekin     | el. – 10. miejsce | 6,18  |
| 2007 | Mistrzostwa Europy juniorów           | Hengelo   | 3. miejsce        | 6,28  |
| 2011 | Halowe mistrzostwa Europy             | Paryż     | 3. miejsce        | 6,75  |
| 2011 | Uniwersjada                           | Shenzhen  | 2. miejsce        | 6,56  |
| 2015 | Uniwersjada                           | Gwangju   | 1. miejsce        | 6,79  |
| 2015 | Mistrzostwa świata                    | Pekin     | el. – 16. miejsce | 6,57  |